# Fernando González Llort
Fernando González Llort (18 de agosto de 1963, Ciudad de La Habana), fue uno de los cinco cubanos presos en los Estados Unidos por espionaje a organizaciones de opositores cubanos en Estados Unidos. Liberado en 2014.

## Biografía

### Infancia y juventud
Fue hijo de padres obreros, Magaly Llort Ruiz y Fernando Rafael González Quiñones. En 1968 inicia sus estudios primarios cursando del primero al cuarto grado en la escuela “Mártires latinoamericanos”; posteriormente el quinto y sexto grados en la escuela "Vo Thi Tan", ambos en Ciudad de La Habana.
A partir de 1973 inicia sus estudios secundarios en la Escuela Secundaria Básica de Estudiantes en el Campo, ESBEC, "José Martí", en Batabanó, trasladándose posteriormente a la ESBEC "José Martí", en San Antonio de los Baños. Durante esta etapa ocupa cargos a nivel de aula dentro de la Federación Estudiantil de la Enseñanza Media FEEM. En los años siguientes cursa estudios preuniversitarios en la escuela “José Carlos Mariátegui” en la Isla de la Juventud.
En 1981 ingresa en las filas de la Unión de Jóvenes Comunistas (UJC), por su labor estudiantil y política. De 1981 a 1987, cursa estudios universitarios en el Instituto Superior de Relaciones Internacionales, "Raúl Roa García", en el cual ocupa cargos en la UJC y en la Federación Estudiantil Universitaria, FEU.

### Misiones y condecoraciones
En 1987 parte hacia la República Popular de Angola en cumplimiento de una misión internacionalista y al concluirla en 1989 recibe por su labor las medallas Combatiente Internacionalista de segunda clase, y Por la victoria Cuba-República Popular de Angola. En este tiempo se le otorga la militancia en el Partido Comunista de Cuba como resultado de su trayectoria revolucionaria. Para esta fecha, entra a trabajar en la Dirección General de Inteligencia (DGI) del Ministerio del Interior cubano. Dentro de este organismo sería entrenado en recopilación de inteligencia y demás acciones de espionaje.
A mediados de la década de los 90, cumple misiones de control y de obtención de información sobre las distintas acciones de los principales miembros de las organizaciones de exiliados radicadas en la Florida.
Junto a cuatro compañeros fue condenado a 19 años de prisión bajo las acusaciones de ser espías del gobierno cubano. Su defensa indica que en realidad estaban luchando contra las asociaciones terroristas radicadas en Miami; por esta labor en Cuba se le otorgó la condición de Héroe de la República.

### La sanción
El 18 de diciembre de 2001 fue sancionado en Miami a 19 años de privación de libertad bajo cargos de poner en peligro la seguridad de EE. UU. Los defensores de Fernando González Llort y sus 4 compañeros de causa alegan que su verdadero propósito era vigilar a un hombre de origen cubano, Orlando Bosh, quien ha sido acusado como terrorista por las autoridades cubanas. Esta condena la debe cumplir en una prisión de Minnesota separado de los otros cuatro compañeros también sancionados por la misma corte.
Fernando González Llort fue liberado el 27 de febrero de 2014; Antonio Guerrero Rodríguez, Gerardo Hernández Nordelo y Ramón Labañino Salazar el 17 de diciembre de 2014  como parte de las negociaciones para restablecer las relaciones entre EE. UU. y Cuba impulsadas por Barack Obama. Él, no obstante, ya tenía cumplida la pena de casi 16 años que le había sido impuesta. René González había sido liberado el 7 de octubre de 2011.

### Vida posterior
Una vez liberado, González Llort volvió a Cuba, donde fue nombrado vicepresidente del Instituto Cubano de Amistad con los Pueblos. El 28 de marzo de 2017 fue designado presidente de dicho organismo, en sustitución de Kenia Serrano Puig.
En 2018 fue elegido diputado de la IX legislatura de la Asamblea Nacional del Poder Popular.